# بخش د مورون
بخش د مورون (به اسپانیایی: Partido de Morón) یک منطقهٔ مسکونی در آرژانتین است که در استان بوئنوس آیرس واقع شده‌است. بخش د مورون ۵۲ کیلومتر مربع مساحت و ۳۱۹٬۹۳۴ نفر جمعیت دارد.